# マティアス・ペジェグリーニ
マティアス・ペジェグリーニ（Matías Pellegrini、2000年3月11日 - ）は、アルゼンチン出身のプロサッカー選手。ポジションはMF。ニューヨーク・シティFC所属。

## クラブ経歴
エストゥディアンテス・デ・ラ・プラタでプロキャリアをスタート。2018年7月のカップ戦でプロデビューを果たした。翌8月のボカ・ジュニアーズ戦でプロ初ゴールを決めた。
2019年7月、メジャーリーグサッカーのインテル・マイアミCFに移籍。2020年シーズンが始まるまではエストゥディアンテスにレンタルの形で残留した。
2022年8月19日、ニューヨーク・シティFCに移籍した。

## 代表歴
2016年11月、U-17代表チームに召集された。2018年にはU-20代表チームに召集された。